# غوانين
الغوانين أو الجوانين هو أحد البيورينات التي تشكل أحد النوكليوتيدات أو القواعد النيتروجينية الأربع في تركيب الحمض الريبي النووي منقوص الأكسجين (الدنا). عادة ما يكون مقابل السيتوزين في سلسلة الدنا المقابلة ويتصل به بثلاث روابط هيدروجينية.
الأربعة قواعد نيتروجينية التي تدخل في تركيب الدنا هي: أدينين ، وثيمين ، و سيتوزين , غوانين.